# Malaysias Grand Prix 2003
Malaysias Grand Prix 2003 var det andra av 16 lopp ingående i formel 1-VM 2003.

## Resultat
1. Kimi Räikkönen, McLaren-Mercedes, 10 poäng
2. Rubens Barrichello, Ferrari, 8
3. Fernando Alonso, Renault, 6
4. Ralf Schumacher, Williams-BMW, 5
5. Jarno Trulli, Renault, 4
6. Michael Schumacher, Ferrari, 3
7. Jenson Button, BAR-Honda, 2
8. Nick Heidfeld, Sauber-Petronas, 1
9. Heinz-Harald Frentzen, Sauber-Petronas
10. Ralph Firman, Jordan-Ford
11. Cristiano da Matta, Toyota
12. Juan Pablo Montoya, Williams-BMW
13. Jos Verstappen, Minardi-Cosworth

### Förare som bröt loppet
- Antonio Pizzonia, Jaguar-Cosworth (varv 42, snurrade av)
- Justin Wilson, Minardi-Cosworth (41, för få varv)
- Mark Webber, Jaguar-Cosworth (35, motor)
- Olivier Panis, Toyota (12, bränsletryck)
- David Coulthard, McLaren-Mercedes (2, elsystem)
- Giancarlo Fisichella, Jordan-Ford (0, elsystem)
- Jacques Villeneuve, BAR-Honda (0, elsystem)